# ليتل إلم (تكساس)
ليتل إلم (بالإنجليزية: Little Elm, Texas)‏ هي بلدة أمريكية تقع في الولايات المتحدة في مقاطعة دينتون. يقدر عدد سكانها بـ 29,562 نسمة ومساحتها 48.3 كم2 وترتفع عن سطح البحر 166 متر.

## التركيبة السكانية
حدّد مكتب تعداد الولايات المتحدة بيانات التركيبة السكانية لليتل إلم في تعداد الولايات المتحدة. في ما يلي، التركيبة السكانية حسب تعدادي 2000 و2010.

### تعداد عام 2000
بلغ عدد سكان ليتل إلم 3,646 نسمة بحسب تعداد عام 2000، وبلغ عدد الأسر 1,210 أسرة وعدد العائلات 965 عائلة مقيمة في المدينة. في حين سجلت الكثافة السكانية 63.7 نسمة لكل كيلومتر مربع (165.0/ميل2). وبلغ عدد الوحدات السكنية 1,302 وحدة بمتوسط كثافة قدره 22.8 لكل كيلومتر مربع (59.1/ميل2).
وتوزع التركيب العرقي للمدينة بنسبة 79.24% من البيض و2.96% من الأمريكيين الأفارقة و0.63% من الأمريكيين الأصليين و0.74% من الأمريكيين ذوي الأصول الآسيوية و0.05% من سكان جزر المحيط الهادئ و14.15% من الأعراق الأخرى و2.22% من عرقين مختلطين أو أكثر و22.96% من الهسبانيون أو اللاتينيون من أي عرق.
بلغ عدد الأسر 1,210 أسرة كانت نسبة 51.7% منها لديها أطفال تحت سن الثامنة عشر تعيش معهم، وبلغت نسبة الأزواج القاطنين مع بعضهم البعض 63.1% من أصل المجموع الكلي للأسر، ونسبة 11.3% من الأسر كان لديها معيلات من الإناث دون وجود شريك،  بينما كانت نسبة 5.3% من الأسر لديها معيلون من الذكور دون وجود شريكة وكانت نسبة 20.2% من غير العائلات. تألفت نسبة 15.1% من أصل جميع الأسر من عدة أفراد يعيشون في نفس المنزل ونسبة 2.6% كانت تتألف من شخص يعيش بمفرده يبلغ من العمر 65 عاماً أو أكثر. وبلغ متوسط حجم الأسرة المعيشية 3.01، أما متوسط حجم العائلات فبلغ 3.34.
بلغ العمر الوسطي للسكان 28.1 عاماً. وكانت نسبة 32.5% من القاطنين تحت سن الثامنة عشر، وكانت نسبة 9.9% بين الثامنة عشر والرابعة والعشرين عاماً، ونسبة 38.4% كانت واقعةً في الفئة العمرية ما بين الخامسة والعشرين والرابعة والأربعين عاماً، ونسبة 15.2% كانت ما بين الخامسة والأربعين والرابعة والستين، ونسبة 4% كانت ضمن فئة الخامسة والستين عاماً فما فوق. يوجد لكل 100 أنثى 104.7 ذكر، ويوجد لكل 100 أنثى في الثامنة عشر من عمرها فما فوق 102.2 ذكر.
بلغ متوسط دخل الأسرة في المدينة 50,281 دولارًا، أما متوسط دخل العائلة فبلغ 51,803 دولارًا. وكان متوسط دخل الذكور 35,533 دولارًا مقابل 26,604 دولارًا للإناث. وسجل دخل الفرد الخاص بالمدينة 18,362 دولارًا. وكانت نسبة 8.8% من العائلات ونسبة 12.1% من السكان تحت خط الفقر، وكان من هؤلاء نسبة 17.3% تحت سن الثامنة عشر ونسبة 5.6% في الخامسة والستين من العمر وما فوق.

### تعداد عام 2010
بلغ عدد سكان ليتل إلم 25,898 نسمة بحسب تعداد عام 2010، وبلغ عدد الأسر 8,160 أسرة وعدد العائلات 6,618 عائلة مقيمة في المدينة. في حين سجلت الكثافة السكانية 452.6 نسمة لكل كيلومتر مربع (1,172.2/ميل2). وبلغ عدد الوحدات السكنية 8,581 وحدة بمتوسط كثافة قدره 150 لكل كيلومتر مربع (388.5/ميل2).
وتوزع التركيب العرقي للمدينة بنسبة 69.31% من البيض و14.28% من الأمريكيين الأفارقة و0.79% من الأمريكيين الأصليين و3.49% من الأمريكيين ذوي الأصول الآسيوية و0.05% من سكان جزر المحيط الهادئ و8.59% من الأعراق الأخرى و3.49% من عرقين مختلطين أو أكثر و24.05% من الهسبانيون أو اللاتينيون من أي عرق.
بلغ عدد الأسر 8,160 أسرة كانت نسبة 56.9% منها لديها أطفال تحت سن الثامنة عشر تعيش معهم، وبلغت نسبة الأزواج القاطنين مع بعضهم البعض 65% من أصل المجموع الكلي للأسر، ونسبة 11.5% من الأسر كان لديها معيلات من الإناث دون وجود شريك،  بينما كانت نسبة 4.6% من الأسر لديها معيلون من الذكور دون وجود شريكة وكانت نسبة 18.9% من غير العائلات. تألفت نسبة 14.3% من أصل جميع الأسر من عدة أفراد يعيشون في نفس المنزل ونسبة 2.9% كانت تتألف من شخص يعيش بمفرده يبلغ من العمر 65 عاماً أو أكثر. وبلغ متوسط حجم الأسرة المعيشية 3.17، أما متوسط حجم العائلات فبلغ 3.53.
بلغ العمر الوسطي للسكان 30.8 عاماً. وكانت نسبة 34.9% من القاطنين تحت سن الثامنة عشر، وكانت نسبة 5.9% بين الثامنة عشر والرابعة والعشرين عاماً، ونسبة 39.3% كانت واقعةً في الفئة العمرية ما بين الخامسة والعشرين والرابعة والأربعين عاماً، ونسبة 15.9% كانت ما بين الخامسة والأربعين والرابعة والستين، ونسبة 4% كانت ضمن فئة الخامسة والستين عاماً فما فوق. وتوزع التركيب الجنسي للسكان بنسبة 49.1% ذكور و50.9% إناث.

## أعلام
- صموئيل إس. ويلكس
- تومي فاين
- وستون مكيني